# Liste des intercommunalités de la Dordogne

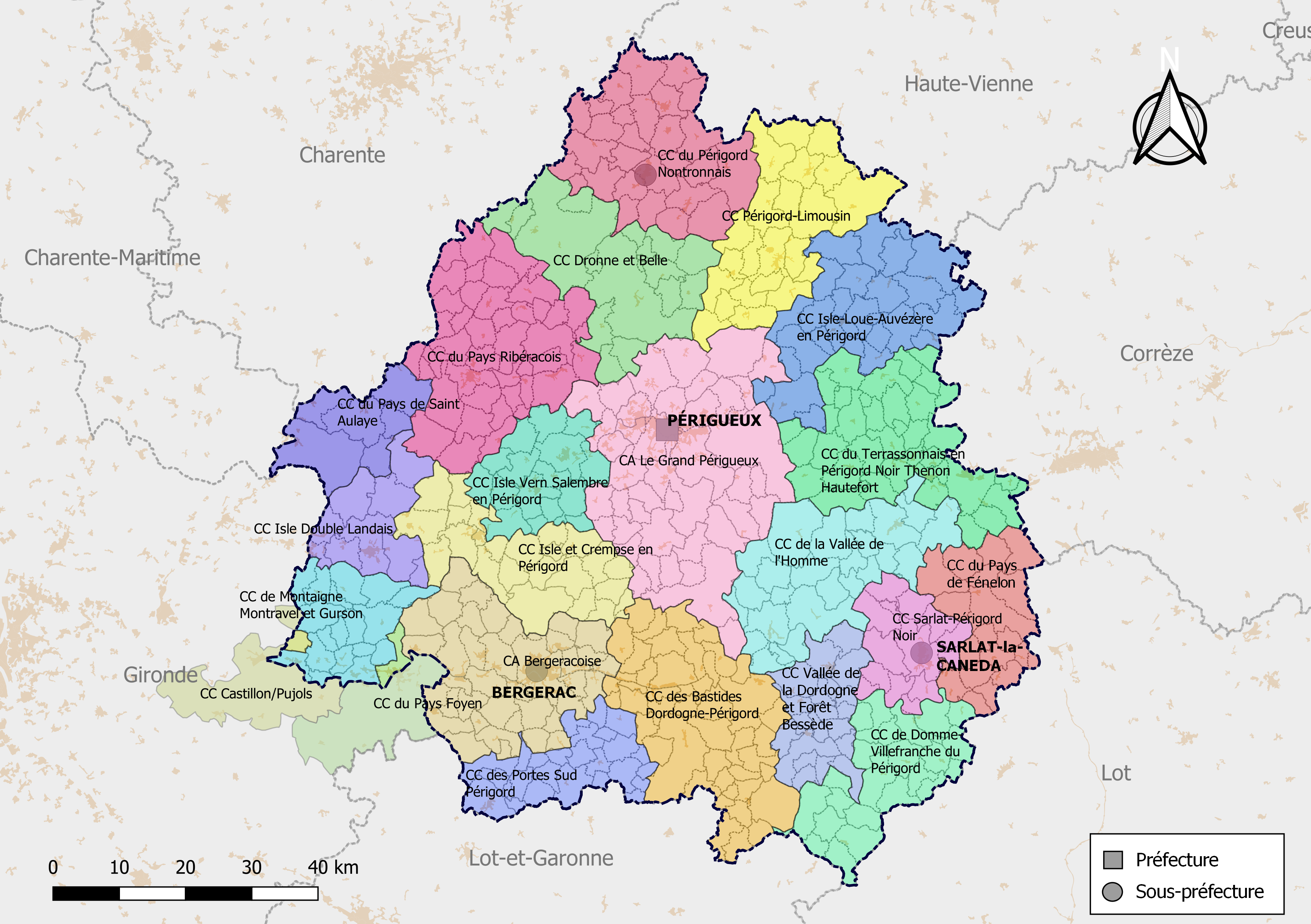
Carte des EPCI de la Dordogne au 1er janvier 2019.

Au 1er janvier 2021, le département de la Dordogne compte 20 établissements publics de coopération intercommunale à fiscalité propre dont le siège est dans le département (2 communautés d'agglomération et 18 communautés de communes). Par ailleurs deux communes sont groupées dans deux intercommunalités dont le siège est situé hors du département, en Gironde.

## Liste des intercommunalités à fiscalité propre
| Forme juridique                                           | Nom                                       | no SIREN  | Date de création | Nombre de communes      | Population (der. pop. légale) | Superficie (km2) | Densité (hab./km2) | Siège                           | Président(e)            |
| --------------------------------------------------------- | ----------------------------------------- | --------- | ---------------- | ----------------------- | ----------------------------- | ---------------- | ------------------ | ------------------------------- | ----------------------- |
| Communauté d'agglomération                                | CA Le Grand Périgueux                     | 200040392 | 1er janvier 2014 | 43                      | 104 024 (2021)                | 993,30           | 105                | Périgueux                       | Jacques Auzou           |
| Communauté d'agglomération                                | Communauté d'agglomération bergeracoise   | 200070647 | 1er janvier 2017 | 38                      | 60 766 (2021)                 | 586,60           | 104                | Bergerac                        | Frédéric Delmarès       |
| Communauté de communes                                    | CC Terrassonnais Haut Périgord Noir       | 200041150 | 1er janvier 2014 | 37                      | 22 111 (2021)                 | 568,70           | 39                 | Terrasson-Lavilledieu           | Dominique Bousquet      |
| Communauté de communes                                    | CC du Périgord Ribéracois                 | 200040400 | 1er janvier 2014 | 44                      | 19 433 (2021)                 | 683,70           | 28                 | Ribérac                         | Didier Bazinet          |
| Communauté de communes                                    | CC Isle Vern Salembre en Périgord         | 200040095 | 1er janvier 2014 | 16                      | 18 851 (2021)                 | 284,60           | 66                 | Saint-Astier                    | Jean-Michel Magne       |
| Communauté de communes                                    | CC des Bastides Dordogne-Périgord         | 200034833 | 1er janvier 2013 | 47                      | 18 600 (2021)                 | 665,70           | 28                 | Lalinde                         | Jean-Marc Gouin         |
| Communauté de communes                                    | CC Sarlat-Périgord noir                   | 200027217 | 31 décembre 2010 | 13                      | 16 155 (2021)                 | 228,20           | 71                 | Sarlat-la-Canéda                | Jean-Jacques de Peretti |
| Communauté de communes                                    | CC de la Vallée de l'Homme                | 200041168 | 1er janvier 2014 | 26                      | 15 828 (2021)                 | 527,90           | 30                 | Les Eyzies-de-Tayac-Sireuil     | Philippe Lagarde        |
| Communauté de communes                                    | CC du Périgord Nontronnais                | 200071819 | 1er janvier 2017 | 28                      | 15 112 (2021)                 | 560,30           | 27                 | Nontron                         | Gérard Savoye           |
| Communauté de communes                                    | CC Périgord-Limousin                      | 242400752 | 18 décembre 1995 | 22                      | 14 028 (2021)                 | 499,70           | 28                 | Thiviers                        | Michel Augeix           |
| Communauté de communes                                    | CC Isle et Crempse en Périgord            | 200069094 | 1er janvier 2017 | 25                      | 14 444 (2021)                 | 428,90           | 34                 | Mussidan                        | Marie-Rose Veyssière    |
| Communauté de communes                                    | CC Isle-Loue-Auvézère en Périgord         | 242401024 | 20 décembre 2000 | 28                      | 13 663 (2021)                 | 533,50           | 26                 | Savignac-Lédrier                | Bruno Lamonerie         |
| Communauté de communes                                    | CC de Montaigne Montravel et Gurson       | 200034197 | 1er janvier 2013 | 18                      | 11 904 (2021)                 | 260,90           | 46                 | Vélines                         | Thierry Boidé           |
| Communauté de communes                                    | CC Isle Double Landais                    | 200040384 | 1er janvier 2014 | 9                       | 12 450 (2021)                 | 236,0            | 53                 | Montpon-Ménestérol              | Jean-Paul Lotterie      |
| Communauté de communes                                    | CC Dronne et Belle                        | 200041572 | 1er janvier 2014 | 16                      | 11 324 (2021)                 | 504,20           | 23                 | Champagnac-de-Belair            | Jean-Paul Couvy         |
| Communauté de communes                                    | CC du Pays de Fénelon                     | 200040830 | 1er janvier 2014 | 17                      | 9 668 (2021)                  | 321,50           | 30                 | Salignac-Eyvigues               | Patrick Bonnefon        |
| Communauté de communes                                    | CC Vallée de la Dordogne et Forêt Bessède | 200041051 | 1er janvier 2014 | 20                      | 8 942 (2021)                  | 250,20           | 36                 | Saint-Cyprien                   | Serge Orhand            |
| Communauté de communes                                    | CC de Domme-Villefranche du Périgord      | 200041440 | 1er janvier 2014 | 23                      | 8 499 (2021)                  | 376,60           | 23                 | Saint-Martial-de-Nabirat        | Jean-Claude Cassagnole  |
| Communauté de communes                                    | CC des Portes Sud Périgord                | 200040889 | 1er janvier 2014 | 25                      | 8 437 (2021)                  | 279,30           | 30                 | Eymet                           | Jérôme Bétaille         |
| Communauté de communes                                    | CC du Pays de Saint-Aulaye                | 242400935 | 8 juillet 1999   | 6                       | 6 668 (2021)                  | 243,0            | 27                 | Saint Aulaye-Puymangou          | Yannick Lagrenaudie     |
| Intercommunalité dont le siège est situé hors département |                                           |           |                  |                         |                               |                  |                    |                                 |                         |
| Communauté de communes                                    | CC Castillon-Pujols                       | 243301454 | 17 décembre 2002 | 31 (dont 1 en Dordogne) | 19 018 (2021)                 | 228,0            | 83                 | Castillon-la-Bataille (Gironde) | Gérard César            |
| Communauté de communes                                    | CC du Pays Foyen                          | 243301371 | 30 décembre 2002 | 20 (dont 1 en Dordogne) | 16 570 (2021)                 | 220,40           | 75                 | Pineuilh (Gironde)              | Pierre Robert           |

De 2006 à 2012, Salagnac a fait partie d'une intercommunalité corrézienne, la communauté de communes de Juillac-Loyre-Auvézère.

## Historique
Le nombre d'intercommunalités est passé de 53 en 2011 à 45 en 2013, 26 un an plus tard, et 20 en 2017 (l'ultime remaniement prévu pour 2019, avec 19 intercommunalités, a été annulé).

### Réorganisation 2011-2014
Le 8 avril 2011, la préfète de la Dordogne, Béatrice Abollivier, a présenté le projet de réorganisation des intercommunalités de la Dordogne. Les 53 entités de 2011 devraient être ramenées à 24 en 2013. Entre autres modifications, la communauté d'agglomération périgourdine s'élargirait et une deuxième communauté d'agglomération, autour de Bergerac, Creysse et La Force, serait créée.
Des observations ont été émises par les élus et transmises à la Commission départementale de coopération intercommunale, composée de 45 élus du département, qui a validé la synthèse en décembre 2011. Le projet de réorganisation définitive se concrétise courant 2013 pour une application début 2014, avec auparavant des modifications intermédiaires ou transitoires. Par rapport à la réorganisation initialement prévue, il y aura deux intercommunalités de plus (26 au lieu de 24). À terme, la communauté d'agglomération périgourdine élargie aux communes d'Isle Manoire en Périgord doit regrouper 33 communes. Une deuxième communauté d'agglomération, la communauté d'agglomération bergeracoise, voit le jour autour de Bergerac.
Au 1er janvier 2013, les dernières communes isolées sont intégrées à des intercommunalités et les intercommunalités regroupées sont au nombre de 45. Au 1er janvier 2014, terme de la réorganisation, il n'en reste plus que 26.

### Réorganisation 2015-2019
À la suite des discussions avec la commission départementale de coopération intercommunale (CDCI), Christophe Bay, préfet de la Dordogne, présente en dates du 5 octobre 2015 puis du 18 mars 2016, le projet de regroupement d'intercommunalités et de syndicats intercommunaux,. Malgré le refus des élus de quatre intercommunalités (Haut-Périgord, Périgord vert nontronnais, pays ribéracois, pays de Saint-Aulaye), ces propositions inchangées passent le 12 septembre 2016 devant la Commission départementale de coopération intercommunale qui les valide, prorogeant seulement au 1er janvier 2019 la fusion de la communauté de communes du Pays Ribéracois avec celle du pays de Saint-Aulaye.
Le nombre d'intercommunalités a baissé de 26 à 20 au 1er janvier 2017, puis devait passer à 19 au 1er janvier 2019, se traduisant par :
- la fusion de huit intercommunalités en quatre :
  - ancienne communauté d'agglomération bergeracoise + Coteaux de Sigoulès formant la nouvelle communauté d'agglomération bergeracoise[30] ;
  - Haut-Périgord + Périgord vert nontronnais formant la communauté de communes du Périgord Nontronnais[31] ;
  - Mussidanais en Périgord + Pays de Villamblard formant la communauté de communes Isle et Crempse en Périgord[32],[33] ;
  - Pays ribéracois + Pays de Saint-Aulaye[34] (en 2019) ;
- l'extension de cinq intercommunalités avec trois autres (amputées de quatre communes) + six communes :
  - Le Grand Périgueux + Pays vernois et terroir de la truffe (moins deux communes Limeuil et Trémolat) + Manzac-sur-Vern (d'Isle Vern Salembre en Périgord), Sorges et Ligueux en Périgord (du Pays thibérien), et Savignac-les-Églises (de Causses et Rivières en Périgord)[35] ;
  - Pays de Jumilhac-le-Grand + Pays thibérien (moins Sorges et Ligueux en Périgord)[36] ; la communauté de communes du Pays de Jumilhac-le-Grand est renommée en communauté de communes des Marches du Périg'Or Limousin Thiviers-Jumilhac[37] puis en communauté de communes Périgord-Limousin[38] ;
  - Pays de Lanouaille + Causses et Rivières en Périgord (moins Savignac-les-Églises)[39] ;
  - Bastides Dordogne-Périgord + Trémolat (du Pays vernois et terroir de la truffe)[40] ;
  - Vallée de l'Homme + Limeuil (du Pays vernois et terroir de la truffe) + Audrix (de la Vallée de la Dordogne et Forêt Bessède)[41] ;
- deux diminutions :
  - Isle Vern Salembre en Périgord (moins Manzac-sur-Vern)[35] ;
  - Vallée de la Dordogne et Forêt Bessède (moins Audrix[41]) ;
- huit intercommunalités sans changement :
  - Domme-Villefranche du Périgord ;
  - Dronne et Belle ;
  - Isle Double Landais ;
  - Montaigne Montravel et Gurson ;
  - Pays de Fénelon ;
  - Portes Sud Périgord ;
  - Sarlat-Périgord noir ;
  - Terrassonnais en Périgord noir Thenon Hautefort.

La fusion prévue en 2019 entre la communauté de communes du Pays Ribéracois et la communauté de communes du Pays de Saint-Aulaye est annulée.

## Anciennes intercommunalités

### Anciennes communautés d'agglomération
- L'ancienne communauté d'agglomération bergeracoise a existé de 2013 à 2016. Sa fusion avec la communauté de communes des Coteaux de Sigoulès a abouti à la création de la nouvelle communauté d'agglomération bergeracoise au 1er janvier 2017.
- La communauté d'agglomération périgourdine a existé de 1999 à 2013. Sa fusion avec la communauté de communes Isle Manoire en Périgord a abouti à la création du Grand Périgueux au 1er janvier 2014.

### Anciennes communautés de communes
- La communauté de communes Astérienne Isle et Vern a existé de 2003 à 2013. Sa fusion avec la communauté de communes de la Moyenne Vallée de l'Isle et la communauté de communes de la Vallée du Salembre a abouti à la création de la communauté de communes Isle Vern Salembre en Périgord au 1er janvier 2014.
- La communauté de communes Atur-Marsaneix-Saint-Pierre-de-Chignac, devenue communauté de communes Atur-Saint-Pierre-de-Chignac a fusionné le 28 décembre 2006 avec la communauté de communes Isle Manoire en Périgord. La nouvelle communauté a pris le nom de communauté de communes Isle Manoire en Périgord.
- Le nom de la communauté de communes Auvézère Loue a été remplacé le 12 mai 2003 par celui de communauté de communes du Pays de Lanouaille.
- La communauté de communes Basse Vallée de l'Isle a existé de 1999 à 2013. Sa fusion avec la communauté de communes Isle et Double a abouti à la création de la communauté de communes Isle Double Landais au 1er janvier 2014.
- La communauté de communes du Bassin Lindois a existé de 2003 a 2012. Sa fusion avec quatre autres intercommunalités a abouti à la création de la communauté de communes des Bastides Dordogne-Périgord au 1er janvier 2013.
- La communauté de communes de Bergerac Pourpre a existé de 2002 a 2012. Sa fusion avec deux autres intercommunalités a abouti à la création de l'ancienne communauté d'agglomération bergeracoise au 1er janvier 2013.
- La communauté de communes du Brantômois a existé de 2002 à 2013. Sa fusion avec la communauté de communes du Pays de Champagnac-en-Périgord et la communauté de communes du Pays de Mareuil-en-Périgord a abouti à la création de la communauté de communes Dronne et Belle au 1er janvier 2014.
- La communauté de communes de Cadouin a existé de 2002 a 2012. Sa fusion avec quatre autres intercommunalités a abouti à la création de la communauté de communes des Bastides Dordogne-Périgord au 1er janvier 2013.
- La communauté de communes du Canton de Domme a existé de 1998 à 2013. Sa fusion avec la communauté de communes du Pays du Châtaignier a abouti à la création de la communauté de communes de Domme-Villefranche du Périgord au 1er janvier 2014.
- La communauté de communes du Carluxais a fusionné avec la communauté de communes du Pays de Fénelon pour aboutir en janvier 2004 à la communauté de communes du Carluxais Terre de Fénelon.
- La communauté de communes du Carluxais Terre de Fénelon a existé de 2004 à 2013. Sa fusion avec la communauté de communes du Salignacois a abouti à la création de la communauté de communes du Pays de Fénelon au 1er janvier 2014.
- La communauté de communes Causses et Rivières en Périgord est dissoute le 1er janvier 2017, ses communes étant alors rattachées à la communauté de communes du Pays de Lanouaille, hormis Savignac-les-Églises qui rejoint Le Grand Périgueux.
- La communauté de communes Causses et Vézère a existé de 2003 à 2013. Sa fusion avec la communauté de communes du Pays de Hautefort et la communauté de communes du Terrassonnais a abouti à la création de la communauté de communes du Terrassonnais en Périgord noir Thenon Hautefort au 1er janvier 2014.
- La communauté de communes des Coteaux de Sigoulès a existé de 2004 à 2016. Sa fusion avec l'ancienne communauté d'agglomération bergeracoise a abouti à la création de la nouvelle communauté d'agglomération bergeracoise au 1er janvier 2017.
- La communauté de communes Dordogne-Eyraud-Lidoire a existé de 2002 a 2012. Sa fusion avec deux autres intercommunalités a abouti à la création de l'ancienne communauté d'agglomération bergeracoise au 1er janvier 2013.
- La communauté de communes Entre Dordogne et Louyre a existé de 2003 a 2012. Sa fusion avec quatre autres intercommunalités a abouti à la création de la communauté de communes des Bastides Dordogne-Périgord au 1er janvier 2013.
- La communauté de communes Entre Nauze et Bessède a existé de 2001 à 2013. Sa fusion avec la communauté de communes de la Vallée de la Dordogne a abouti à la création de la communauté de communes Vallée de la Dordogne et Forêt Bessède au 1er janvier 2014.
- La communauté de communes du Gursonnais a existé de 2002 a 2012. Sa fusion avec la communauté de communes de Montaigne en Montravel a abouti à la création de la communauté de communes de Montaigne Montravel et Gurson au 1er janvier 2013.
- la communauté de communes du Haut-Périgord a existé de 2014 à 2016. Sa fusion avec la communauté de communes du Périgord vert nontronnais a abouti à la création de la communauté de communes du Périgord Nontronnais au 1er janvier 2017.
- La communauté de communes des Hauts de Dronne a existé de 1994 à 2013. Sa fusion avec la communauté de communes du Ribéracois, la communauté de communes du Val de Dronne et la communauté de communes du Verteillacois a abouti à la création de la communauté de communes du Pays Ribéracois au 1er janvier 2014.
- La communauté de communes Isle et Double a existé de 1996 à 2013. Sa fusion avec la communauté de communes Basse Vallée de l'Isle a abouti à la création de la communauté de communes Isle Double Landais au 1er janvier 2014.
- La communauté de communes Isle Manoire en Périgord a existé de 2001 à 2013. Sa fusion avec la communauté d'agglomération périgourdine a abouti à la création du Grand Périgueux au 1er janvier 2014.
- La communauté de communes des Marches du Périg'Or Limousin Thiviers-Jumilhac devient la communauté de communes Périgord-Limousin en octobre 2017[38].
- La communauté de communes du Monpaziérois a existé de 1995 a 2012. Sa fusion avec quatre autres intercommunalités a abouti à la création de la communauté de communes des Bastides Dordogne-Périgord au 1er janvier 2013.
- La communauté de communes de Montaigne en Montravel a existé de 2006 a 2012. Sa fusion avec la communauté de communes du Gursonnais a abouti à la création de la communauté de communes de Montaigne Montravel et Gurson au 1er janvier 2013.
- La communauté de communes de la Moyenne Vallée de l'Isle a existé de 1997 à 2013. Sa fusion avec la communauté de communes Astérienne Isle et Vern et la communauté de communes de la Vallée du Salembre a abouti à la création de la communauté de communes Isle Vern Salembre en Périgord au 1er janvier 2014.
- La communauté de communes du Mussidanais en Périgord a existé de 2003 à 2016. Sa fusion avec la communauté de communes du Pays de Villamblard a abouti à la création de la communauté de communes Isle et Crempse en Périgord au 1er janvier 2017.
- La communauté de communes du Pays beaumontois a existé de 1996 a 2012. Sa fusion avec quatre autres intercommunalités a abouti à la création de la communauté de communes des Bastides Dordogne-Périgord au 1er janvier 2013.
- La communauté de communes du Pays de Champagnac-en-Périgord a existé de 1997 à 2013. Sa fusion avec la communauté de communes du Brantômois et la communauté de communes du Pays de Mareuil-en-Périgord a abouti à la création de la communauté de communes Dronne et Belle au 1er janvier 2014.
- La communauté de communes du Pays du Châtaignier a existé de 2000 à 2013. Sa fusion avec la communauté de communes du canton de Domme a abouti à la création de la communauté de communes de Domme-Villefranche du Périgord au 1er janvier 2014.
- La communauté de communes du Pays de Fénelon (ancienne) a fusionné avec la communauté de communes du Carluxais pour aboutir en janvier 2004 à la communauté de communes du Carluxais Terre de Fénelon.
- La communauté de communes du Pays de Hautefort a existé de 1995 à 2013. Sa fusion avec la communauté de communes Causses et Vézère et la communauté de communes du Terrassonnais a abouti à la création de la communauté de communes du Terrassonnais en Périgord noir Thenon Hautefort au 1er janvier 2014.
- La communauté de communes du Pays issigeacois a existé de 2010 à 2013. Sa fusion avec la communauté de communes Val et Coteaux d'Eymet a abouti à la création de la communauté de communes des Portes Sud Périgord au 1er janvier 2014.
- La communauté de communes du Pays de Jumilhac-le-Grand est, jusqu'en 2016, l'ancien nom de la communauté de communes des Marches du Périg'Or Limousin Thiviers-Jumilhac qui devient la communauté de communes Périgord-Limousin en octobre 2017.
- La  communauté de communes du Pays de Lanouaille a été renommée en communauté de communes Isle-Loue-Auvézère en Périgord au 1er juillet 2017.
- La communauté de communes du Pays de Mareuil-en-Périgord a existé de 1996 à 2013. Sa fusion avec la communauté de communes du Brantômois et la communauté de communes du Pays de Champagnac-en-Périgord a abouti à la création de la communauté de communes Dronne et Belle au 1er janvier 2014.
- La communauté de communes du Pays Ribéracois, créée en 2014, change de nom en 2019 et devient la communauté de communes du Périgord Ribéracois.
- La communauté de communes du Pays thibérien a existé de 2002 à 2016. Ses communes — hormis Sorges et Ligueux en Périgord, rattachée au Grand Périgueux — rejoignent la communauté de communes des Marches du Périg'Or Limousin Thiviers-Jumilhac en 2017.
- La communauté de communes du Pays vernois a existé de 2002 à 2013. Sa fusion avec la communauté de communes du Terroir de la truffe a abouti à la création de la communauté de communes du Pays vernois et du terroir de la truffe au 1er janvier 2014.
- La communauté de communes du Pays vernois et du terroir de la truffe a existé de 2014 à 2016. Elle a fusionné avec Le Grand Périgueux au 1er janvier 2017.
- La communauté de communes du Pays de Villamblard a existé de 2002 à 2016. Sa fusion avec la communauté de communes du Mussidanais en Périgord a abouti à la création de la communauté de communes Isle et Crempse en Périgord au 1er janvier 2017.
- Le nom de la communauté de communes du Périgord Est a été remplacé le 29 décembre 2003 par celui de communauté de communes du Terrassonnais.
- La communauté de communes du Périgord noir a fusionné le 31 décembre 2010 avec la communauté de communes du Sarladais. La nouvelle communauté a conservé dans un premier temps le nom de communauté de communes du Périgord noir, avant de devenir la communauté de communes Sarlat-Périgord noir.
- La communauté de communes du Périgord Nontronnais a existé de 2002 à 2013. Sa fusion avec la communauté de communes du Périgord vert a abouti à la création de la communauté de communes du Périgord vert nontronnais au 1er janvier 2014.
- La communauté de communes du Périgord vert a existé de 1996 à 2013. Sa fusion avec la communauté de communes du Périgord Nontronnais a abouti à la création de la communauté de communes du Périgord vert nontronnais au 1er janvier 2014.
- La communauté de communes du Périgord vert granitique a existé de 2001 à 2013. Sa fusion avec la communauté de communes des Villages du Haut-Périgord a abouti à la création de la communauté de communes du Haut-Périgord au 1er janvier 2014.
- La communauté de communes du Périgord vert nontronnais a existé de 2014 à 2016. Sa fusion avec la communauté de communes du Haut-Périgord a abouti à la création de la communauté de communes du Périgord Nontronnais au 1er janvier 2017.
- La communauté de communes du Ribéracois a existé de 1999 à 2013. Sa fusion avec la communauté de communes des Hauts de Dronne, la communauté de communes du Val de Dronne et la communauté de communes du Verteillacois a abouti à la création de la communauté de communes du Pays Ribéracois au 1er janvier 2014.
- La communauté de communes du Salignacois a existé de 1999 à 2013. Sa fusion avec la communauté de communes du Carluxais Terre de Fénelon a abouti à la création de la communauté de communes du Pays de Fénelon au 1er janvier 2014.
- La communauté de communes du Sarladais a fusionné le 31 décembre 2010 avec la communauté de communes du Périgord noir. La nouvelle communauté a conservé dans un premier temps le nom de communauté de communes du Périgord noir, avant de devenir la communauté de communes Sarlat-Périgord noir.
- La communauté de communes du Terrassonnais a existé de 1997 à 2013. Sa fusion avec la communauté de communes Causses et Vézère et la communauté de communes du Pays de Hautefort a abouti à la création de la communauté de communes du Terrassonnais en Périgord noir Thenon Hautefort au 1er janvier 2014.
- La communauté de communes du Terrassonnais en Périgord noir Thenon Hautefort est, depuis octobre 2021, l'ancien nom de la communauté de communes Terrassonnais Haut Périgord Noir.
- La communauté de communes Terre de Cro-Magnon a existé de 2001 à 2013. Sa fusion avec la communauté de communes de la Vallée de la Vézère a abouti à la création de la communauté de communes de la Vallée de l'Homme au 1er janvier 2014.
- La communauté de communes du Terroir de la truffe a existé de 2002 à 2013. Sa fusion avec la communauté de communes du Pays vernois a abouti à la création de la communauté de communes du Pays vernois et du terroir de la truffe au 1er janvier 2014.
- La communauté de communes des Trois Vallées du Bergeracois a existé de 2003 a 2012. Sa fusion avec deux autres intercommunalités a abouti à la création de l'ancienne communauté d'agglomération bergeracoise au 1er janvier 2013.
- La communauté de communes du Val de Dronne a existé de 2003 à 2013. Sa fusion avec la communauté de communes des Hauts de Dronne, la communauté de communes du Ribéracois et la communauté de communes du Verteillacois a abouti à la création de la communauté de communes du Pays Ribéracois au 1er janvier 2014.
- La communauté de communes Val et Coteaux d'Eymet a existé de 2002 à 2013. Sa fusion avec la communauté de communes du Pays issigeacois a abouti à la création de la communauté de communes des Portes Sud Périgord au 1er janvier 2014.
- La communauté de communes de la Vallée de la Dordogne a existé de 1995 à 2013. Sa fusion avec la communauté de communes Entre Nauze et Bessède a abouti à la création de la communauté de communes Vallée de la Dordogne et Forêt Bessède au 1er janvier 2014.
- La communauté de communes de la Vallée du Salembre a existé de 2004 à 2013. Sa fusion avec la communauté de communes Astérienne Isle et Vern et la communauté de communes de la Moyenne Vallée de l'Isle a abouti à la création de la communauté de communes Isle Vern Salembre en Périgord au 1er janvier 2014.
- La communauté de communes de la Vallée de la Vézère a existé de 2002 à 2013. Sa fusion avec la communauté de communes Terre de Cro-Magnon a abouti à la création de la communauté de communes de la Vallée de l'Homme au 1er janvier 2014.
- La communauté de communes des Vals Crochet-Marcorive n'a conservé son nom que quelques mois avant de devenir le 17 janvier 1994 la communauté de communes des Villages du Haut-Périgord.
- La communauté de communes du Verteillacois a existé de 1997 à 2013. Sa fusion avec la communauté de communes des Hauts de Dronne, la communauté de communes du Ribéracois et la communauté de communes du Val de Dronne a abouti à la création de la communauté de communes du Pays Ribéracois au 1er janvier 2014.
- La communauté de communes des Villages du Haut-Périgord a existé de 1994 à 2013. Sa fusion avec la communauté de communes du Périgord vert granitique a abouti à la création de la communauté de communes du Haut-Périgord au 1er janvier 2014.
- La communauté de communes des Villages truffiers des portes de Périgueux a existé du 27 décembre 2001 au 31 décembre 2011. Les communes qui la composaient se sont réparties entre la communauté d'agglomération périgourdine[42] et la communauté de communes du Pays thibérien[43].

### Sources
- Le SPLAF (Site sur la Population et les Limites Administratives de la France)